# Virginia (namn)

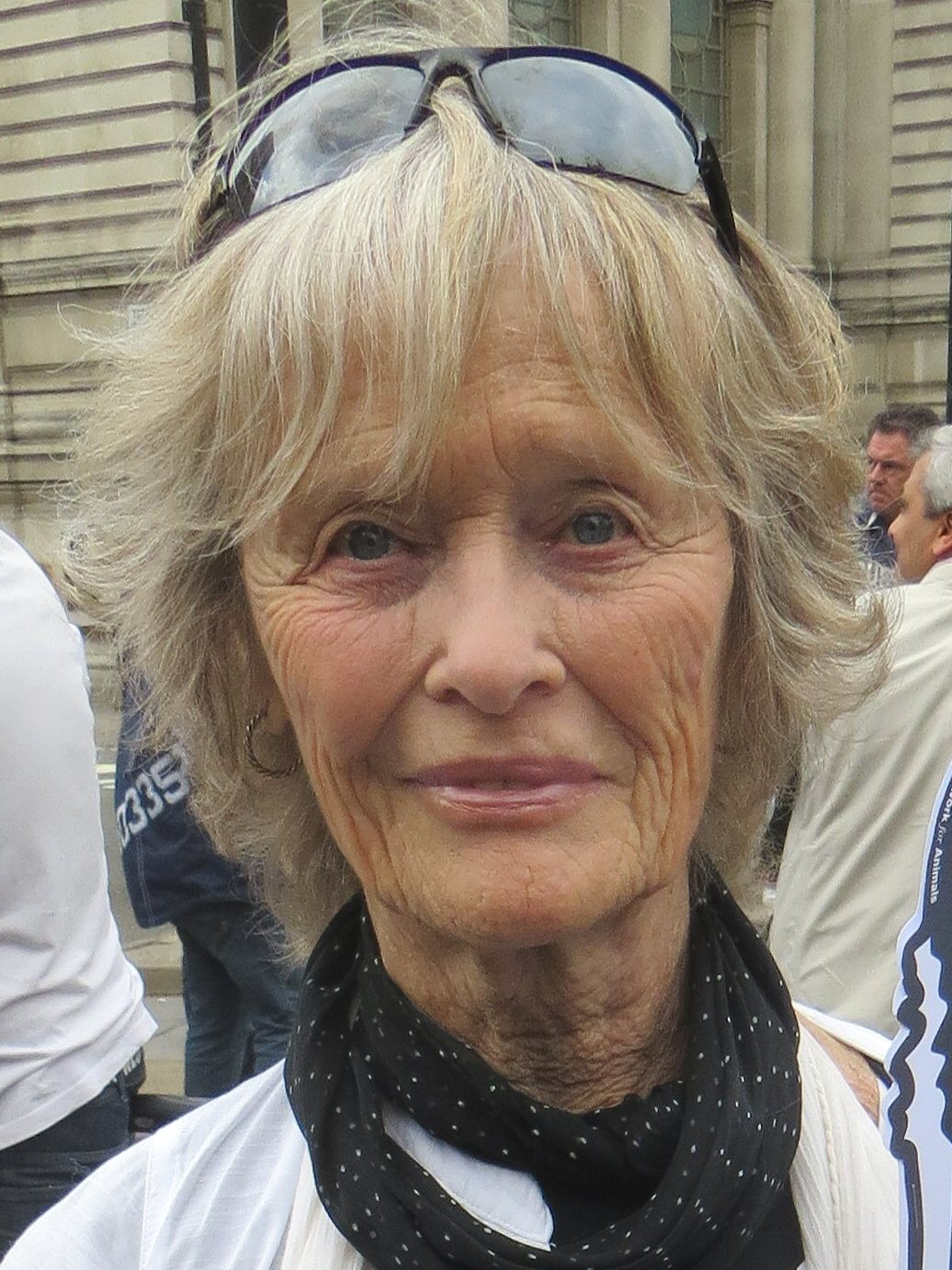
Virginia McKenna, 2013.

Virginia är ett latinskt kvinnonamn, som betyder den jungfruliga. 
Namnet är inte särskilt vanligt i Sverige. Den 31 december 2005 fanns det totalt 1 641 personer i Sverige med namnet, varav 306 med det som tilltalsnamn. År 2003 fick 10 flickor namnet, varav 3 fick det som tilltalsnamn. Namnet är dock vanligare i engelskspråkiga länder.
Virginia tog plats i almanackan 1901 tack vare den dåvarande namnsdagskommitténs skämtlynne. Virginia betyder jungfrulig och den 8 december var tidigare dagen då man ärade jungfru Marias obefläckade avelse.
Dagen är helgdag i de katolska länderna.
Namnsdag: 8 december.

## Personer med namnet Virginia
- Virginia Bottomley, brittisk parlamentsledamot
- Virginia di Castiglione, italiensk agent, känd för sitt förhållande med Napoleon III och sin roll i fotografins historia.
- Virginia Cherrill, amerikansk skådespelare
- Virginia Eriksdotter dotter till kung Erik XIV av Sverige
- Virginia Hamilton, amerikansk författare
- Virginia Mayo, amerikansk skådespelare
- Virginia McKenna, brittisk skådespelare
- Virginia Persdotter Gyllensvärd dotterdotter till Virginia Eriksdotter
- Virginia Ruzici, rumänsk tennisspelare
- Virginia Wade, brittisk tennisspelare
- Virginia Woolf, brittisk författare